# Psectra latilobata
Psectra latilobata is een insect uit de familie van de bruine gaasvliegen (Hemerobiidae), die tot de orde netvleugeligen (Neuroptera) behoort. 
Psectra latilobata is voor het eerst wetenschappelijk beschreven door New in 1989.